# David Morse
David Bowditch Morse (Hamilton, 11 ottobre 1953) è un attore statunitense.

## Biografia
Fratello maggiore di tre sorelle, negli anni settanta inizia la sua carriera artistica come attore teatrale a Boston. Agli inizi degli anni ottanta si trasferisce a New York per partecipare a delle sit-com dei canali televisivi statunitensi. La prima apparizione cinematografica è in I ragazzi del Max's bar diretto da Richard Donner, nel 1980.
La sua figura è quella del caratterista, spesso impegnato in ruoli negativi, in alcuni dei grandi successi hollywoodiani degli anni novanta e contemporanei. Ha svolto invece il ruolo da protagonista nel film Lupo solitario. È altresì noto per il suo ruolo in Dr. House - Medical Division, in cui interpretava il detective Michael Tritter, antagonista di House durante la terza stagione, nonché per il ruolo di Brutal, secondino forzuto ma giusto nel film Il miglio verde. Ha ricevuto due nomination agli Emmy Awards, nel 2007 e nel 2008.

## Vita privata
È sposato dal 1982 con l'attrice Susan Wheeler Duff ed ha tre figli: Eliza, Benjamin e Samuel.

## Filmografia

### Cinema
- I ragazzi del Max's bar (Inside Moves), regia di Richard Donner (1980)
- Per fortuna c'è un ladro in famiglia (Max Dugan Returns), regia di Herbert Ross (1983)
- Ore disperate (Desperate Hours), regia di Michael Cimino (1990)
- Rapita (Cry in the Wild: the Taking of Peggy Ann), regia di Charles Correll (1991)
- Lupo solitario (The Indian Runner), regia di Sean Penn (1991)
- L'innocenza del diavolo (The Good Son), regia di Joseph Ruben (1993)
- Getaway (The Getaway), regia di Roger Donaldson (1994)
- 3 giorni per la verità (The Crossing Guard), regia di Sean Penn (1995)
- L'esercito delle 12 scimmie (12 Monkeys), regia di Terry Gilliam (1995)
- The Rock, regia di Michael Bay (1996)
- Soluzioni estreme (Extreme Measures), regia di Michael Apted (1996)
- Spy (The Long Kiss Goodnight), regia di Renny Harlin (1996)
- Contact, regia di Robert Zemeckis (1997)
- Il negoziatore (The Negotiator), regia di F. Gary Gray (1998)
- Pazzi in Alabama (Crazy in Alabama), regia di Antonio Banderas (1999)
- Il miglio verde (The Green Mile), regia di Frank Darabont (1999)
- Dancer in the Dark, regia di Lars von Trier (2000)
- Rapimento e riscatto (Proof of Life), regia di Taylor Hackford (2000)
- Bait - L'esca (Bait), regia di Antoine Fuqua (2000)
- Cuori in Atlantide (Hearts in Atlantis), regia di Scott Hicks (2001)
- The Slaughter Rule, regia di Alex Smith e Andrew J. Smith (2002)
- Double Vision, regia di Chen Kuo-Fu (2002)
- Down in the Valley, regia di David Jacobson (2005)
- Dreamer - La strada per la vittoria (Dreamer: Inspired by a True Story), regia di John Gatins (2005)
- Nearing Grace, regia di Rick Rosenthal (2005)
- Solo 2 ore (16 Blocks), regia di Richard Donner (2006)
- Disturbia, regia di D.J. Caruso (2007)
- The Hurt Locker, regia di Kathryn Bigelow (2008)
- Passengers - Mistero ad alta quota (Passengers), regia di Rodrigo García (2008)
- Mother and Child, regia di Rodrigo García (2009)
- The Pond, regia di Dan Hannon (2010)
- Drive Angry 3D, regia di Patrick Lussier (2011)
- L'incredibile vita di Timothy Green (The Odd Life of Timothy Green), regia di Peter Hedges (2012)
- World War Z, regia di Marc Forster (2013)
- Horns, regia di Alexandre Aja (2013)
- McCanick, regia di Josh C. Waller (2013)
- The Boy, regia di Craig William Macneill (2015)
- Zona d'ombra (Concussion), regia di Peter Landesman (2015)
- Trouble, regia di Theresa Rebeck (2017)
- Sicario - Ultimo incarico (The Virtuoso), regia di Nick Stagliano (2021)
- Cabrini, regia di Alejandro Monteverde (2024)

### Televisione
- Mary Benjamin (Nurse) – serie TV, episodio 2x04 (1981)
- A cuore aperto (St. Elsewhere) – serie TV, 137 episodi (1982-1988)
- Incubo ad Alcatraz (Six Against the Rock) – film TV (1987)
- L'assassino è su di noi (Downpayment on Murder) – film TV (1987)
- Il codice di Abelardo (Brotherhood of the Rose), regia di Marvin J. Chomsky – miniserie TV (1988)
- Incubi (Two Fisted Tales), regia di Robert Zemeckis, Richard Donner e Tom Holland – film TV (1992)
- Catastrofe in mare - Il disastro della Exxon Valdez (Dead Ahead: The Exxon Valdez Disaster), regia di Paul Seed (1992)
- SeaQuest - Odissea negli abissi – serie TV, episodio 1x12 (1993)
- I Langolieri (The Langoliers), regia di Tom Holland – miniserie TV (1995)
- Dr. House - Medical Division (House, M.D.) – serie TV, 6 episodi (2006-2007)
- John Adams – miniserie TV, 4 puntate (2008)
- Medium – serie TV, 3 episodi (2009)
- Treme – serie TV, 31 episodi (2010-2013)
- True Detective – serie TV, 3 episodi (2015)
- Outsiders – serie TV, 26 episodi (2016-2017)
- Blindspot – serie TV, 6 episodi (2017-2018)
- Escape at Dannemora – miniserie TV, 7 puntate (2018)
- The Good Lord Bird - La storia di John Brown (The Good Lord Bird) – miniserie TV, 1 puntata (2020)
- La direttrice (The Chair) – serie TV, 6 episodi (2021)

## Doppiatori italiani
Nelle versioni in italiano dei suoi lavori, David Morse è stato doppiato da:
- Roberto Chevalier in Homicide, I ragazzi del Max's bar, Pazzi in Alabama, Blindspot
- Marco Mete in Rapita, Contact, Sicario - Ultimo incarico, L'estate dei segreti perduti
- Ennio Coltorti in Passengers - Mistero ad alta quota, Drive Angry, L'incredibile vita di Timothy Green
- Sandro Acerbo in Lupo solitario, Spy, Cuori in Atlantide
- Pierluigi Astore in Dancer in the Dark, Escape at Dannemora, The Good Lord Bird - La storia di John Brown
- Massimo Corvo in Ore disperate, Bait - L'esca
- Massimo Rossi in Rapimento e riscatto, World War Z
- Vittorio De Angelis ne Il miglio verde, Double Vision
- Stefano Benassi in 3 giorni per la verità, La direttrice
- Sergio Di Stefano ne Il negoziatore, Medium
- Mauro Gravina in A cuore aperto (1ª voce)
- Vittorio Guerrieri in A cuore aperto (2ª voce)
- Antonio Sanna in Dr. House - Medical Division
- Roberto Pedicini ne L'esercito delle 12 scimmie
- Angelo Nicotra in Down in the Valley
- Mario Cordova ne L'innocenza del diavolo
- Carlo Valli in The Rock
- Gino La Monica in Disturbia
- Luciano Marchitiello in Catastrofe in mare - Il disastro della Exxon Valdez'
- Luca Ward in Dreamer - La strada per la vittoria
- Roberto Draghetti in Solo 2 ore
- Roberto Stocchi in The Hurt Locker
- Luca Semeraro ne I Langolieri
- Gianni Giuliano in Mother and Child
- Luca Biagini in True Detective
- Francesco Pannofino in Zona d'ombra
- Michele Gammino in John Adams
- Enrico Di Troia in True Detective
- Lucio Saccone ne L'ultima cosa che mi ha detto
- Alessandro Rossi ne I Langolieri (ridoppiaggio)